# James Small
James Small (ur. 10 lutego 1969 w Kapsztadzie, zm. 10 lipca 2019 w Johannesburgu) – południowoafrykański rugbysta grający na pozycji skrzydłowego ataku, reprezentant kraju, trzykrotny zdobywca Currie Cup i triumfator Pucharu Świata 1995.
Z regionalnymi zespołami Natal i Western Province zwyciężał w Currie Cup w latach 1995–1997, dodatkowo trzykrotnie osiągając finał tych rozgrywek z zespołem Golden Lions (wcześniej pod nazwą Transvaal). Z kolei w rozgrywkach Super 12 reprezentował drużyny Natal Sharks, Western Stormers i Cats, z pierwszą z nich ulegając w finale inauguracyjnej edycji nowozelandzkiemu Auckland Blues.
W latach 1992–1997 rozegrał 60 spotkań dla południowoafrykańskiej reprezentacji, w tym 47 testmeczów, i triumfował z nią w Pucharze Świata 1995. W 1993 roku nominowany do nagrody dla najlepszego gracza w kraju, a kończąc karierę został rekordzistą reprezentacji z dwudziestoma przyłożeniami zdobytymi w jej barwach.
Zajmował się także pracą trenerską w uniwersyteckich i lokalnych klubach.